# (2223) Sarpedon
(2223) Sarpedon (1977 TL3) – planetoida z grupy trojańczyków okrążająca Słońce w ciągu 11,86 lat w średniej odległości 5,2 au. Odkryta 4 października 1977 roku.